# Мабука, Эрнест
Эрнест Мабука (фр. Ernest Mabouka, англ. Ernest Mabouka; 16 июня 1988, Дуала, Камерун) — камерунский футболист, защитник клуба «Маккаби» (Хайфа) и национальной сборной Камеруна.

## Биография
Футболом начал заниматься в 12 лет и был отдан в академию ФК «Лез Астр». Там же Мабука подписал свой первый рофессиональный контракт. После 10 лет, проведённых в «Лез Астре», уехал в Словакию и подписал контракт с «Жилиной». Дебют игрока в новом клубе состоялся в кубковой игре против Татрана, в сезоне 2010/11.

## Достижения
- Чемпион Словакии (2): 2009/10, 2011/12
- Обладатель Кубка Словакии (1): 2011/12